# 23837 Matthewnanni
23837 Matthewnanni è un asteroide della fascia principale. Scoperto nel 1998, presenta un'orbita caratterizzata da un semiasse maggiore pari a 2,3804373 UA e da un'eccentricità di 0,1702876, inclinata di 1,52436° rispetto all'eclittica.